# Трогиянов, Юрий Юрьевич
Юрий Юрьевич Трогиянов (род. 7 декабря 1990, город Туапсе, РСФСР, СССР) — Российский кикбоксер, боксёр-профессионал, выступающий во второй полулегкой весовой категории
- Заслуженный мастер спорта России[1].
- Мастер боевых искусств (РСБИ)[2].
- Обладатель Национальной премии в области боевых искусств «Золотой пояс» в номинации «Лучший спортсмен года»2012 (РСБИ)[2] Архивная копия от 3 апреля 2018 на Wayback Machine[3].
- Победитель «Битвы Чемпионов 6»[4].
- Автор книги «Добро с Кулаками»[5].

## Биография
Заниматься кикбоксингом стал в возрасте 6 лет. В спортивную секцию Юрия с братом-близнецом Олегом привели родители. Первый поединок провел в 6 лет. В 11 лет стал победителем первенства мира среди детей. В возрасте 13 лет он выиграл своё первое серьёзное соревнование — первенство России по кикбоксингу среди младших юношей. В 18 лет стал чемпионом России среди мужчин в этом же году стал самым молодым чемпионом мира среди мужчин.

## Достижения в кикбоксинге

### Юноши-Юниоры
4-кратный победитель первенства России WAKO (2004-2008 г. в разделах фулл-контакт и фулл-контакт с лоу-кик).
Победитель первенства Мира среди детей WPKA (Родес. Греция. 2002 г.)
Победитель первенства Европы среди любителей WAKO (в разделе фулл-контакт с лоу-кик)(Монте-Гордо. Португалия 2007г.) Неоднократный победитель всероссийских и международных турниров WAKO.

### Мужчины
2-кратный чемпион России WAKO (2009-2010 г. В разделе фулл-контакт с лоу-кик в весовых категориях до 54 кг и до 57 кг).
Чемпион Европы WAKO (в разделе фулл-контакт с лоу-кик в весовой категории до 57кг 2010 г. Баку. Азербайджан).
Обладатель Кубка мира среди любителей WAKO (в разделе фулл-контакт до 57 кг 2010 г. Римини. Италия)В финале турнира одержал победу над 5-кратным чемпионом мира в этом разделе Александром Шамрай.
2-кратный чемпион Мира WAKO (в разделе фулл-контакт с лоу-кик в весовой категории до 54 кг 2009 г. Виллах. Австрия и в весовой категории до 57 кг 2011 г. Скопье. Македония.)

Обладатель Кубка Мира World Cup Diamond 2013 и обладатель главного приза этого турнира бриллианта как лучший спортсмен соревнований в разделе К-1 в весовой категории до 60кг.

## Профессионалы
11 июня 2011 года завоевал титул Чемпиона Европы среди профессионалов в разделе фулл-контакт по версии WAKO-PRO
победив решением судей Анжело Лёгера г. Бордо. Франция..
25 сентября 2010 года завоевал титул чемпиона мира по версии ISKA, победив немца Йоханнеса Вольфа в Вене.
2 декабря 2012 года завоевал титул чемпиона мира по версии WAKO-PRO, победив единогласным решением серба Милоша Анича в рамках «Битвы Чемпионов 6»..
В 2012 году получил премию Российского союза боевых искусств «Золотой пояс» в номинации «Лучший спортсмен».
В 2012 году решает покорить 3-юю весовую категорию в кикбоксинге и окончательно перейти в профессионалы .
В 2017 году пишет мотивационную литературу на основе своей автобиографии и становится автором книги «Добро с Кулаками».

## Статистика в боксе
В таблице перечислены результаты всех поединков боксёров.
В каждой строке указан результат поединка. Дополнительно номер поединка обозначен цветом, который обозначает итог поединка. Расшифровка обозначений и цветов представлена в нижеследующей таблице.
| Пример | Расшифровка                     |
| ------ | ------------------------------- |
|        | Победа                          |
|        | Ничья                           |
|        | Поражение                       |
|        | Планируемый поединок            |
|        | Поединок признан несостоявшимся |
| КО     | Нокаут                          |
| ТКО    | Технический нокаут              |
| PTS    | Решение судей (по очкам)        |
| UD     | Единогласное решение судей      |
| MD     | Решение большинства судей       |
| SD     | Раздельное решение судей        |
| RTD    | Отказ от продолжения боя        |
| DQ     | Дисквалификация                 |
| NC     | Поединок признан несостоявшимся |

| Бой | Дата             | Соперник                   | Место проведения                | Результат     | Дополнительно          |
| --- | ---------------- | -------------------------- | ------------------------------- | ------------- | ---------------------- |
| 6   | 4 августа 2017   | Артур Земляный(3-2-0)      | Сочи,Россия                     | TKO6(6)2:15   |                        |
| 5   | 22 мая 2016      | Хермин Исава(10-13-0)      | Тамбов, Россия                  | UD(6)         | 60-54, 60-54, 60-54    |
| 4   | 18 марта 2016    | Олексий Мурашкин(2-2-1)    | Москва, Россия                  | TKO2(6)1:35   |                        |
| 3   | 12 декабря 2015  | Андрей Нурчинский (9-10-2) | Москва, Россия                  | KO5 (6) 1:15  |                        |
| 2   | 19 сентября 2015 | Роман Блохин (0-4-0)       | Москва, Россия                  | UD (4)        | 40-36, 39-37, 40-36    |
| 1   | 17 мая 2014      | Эдвин Солис (5-2-3)        | Forum, Инглвуд, Калифорния, США | TKO6 (6) 1:07 | Профессиональный дебют |
| Бой | Дата             | Соперник                   | Место боя                       | Результат     | Дополнительно          |